# Řeholní kanovník

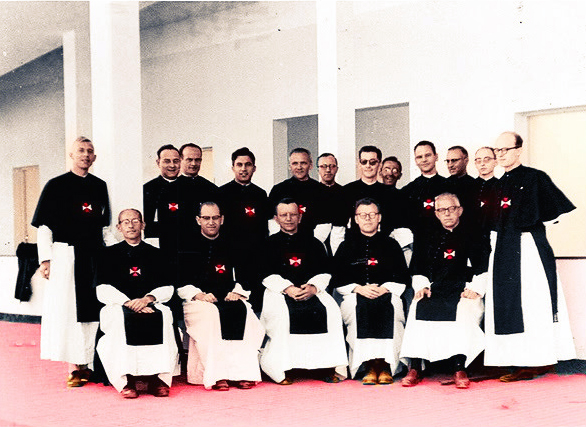
Nizozemští Řeholní Kanovníci řádu Svatého Kříže v Campo Belo

Řeholní kanovník (latinsky canonicus regularis) je člen mužského církevního řádu, který se řídí řeholí sv. Augustina a jehož členové mají kněžské svěcení.

## Vznik a historie
Hnutí řeholních kanovníků vzniklo v severní Itálii, jižní Francii a jižním Německu. První ústavy řeholních kanovníků se začaly objevovat již v první polovině jedenáctého století, v rámci kampaně gregoriánské reformy, jejíž zastánci prosazovali povinný kněžský celibát, obnovu pospolitého života a uvalení klášterního režimu na velkou část duchovenstva. 

K faktickému vymezení statutu řeholních kanovníků došlo na Římské synodě v r. 1059 předsedané Hildebrandem, která vyzvala katedrální a kolegiátní duchovní, aby se vzdali soukromého majetku a zachovávali přísný životní řád. Kanovníci, kteří tuto výzvu uposlechli, se označovali jako řeholní (regulovaní) kanovníci, na rozdíl od ostatních, kteří byli nazýváni sekulární (světští) kanovníci.
Komunity řeholních kanovníků kolem dříve ustavených kapitul se transformovaly jednak spontánně, mnohem častěji však pod nátlakem biskupa. Pod vlivem dobového mnišského ideálu také vznikaly zcela nové kanovnické komunity.
Jiná seskupení kanovníků se vytvářela při konkrétních příležitostech, např. pro službu poutníkům na nebezpečných úsecích velkých poutních cest. Tímto způsobem vznikla řada kanonií na cestě do Santiaga de Compostela.
Až do doby po Čtvrtém lateránském koncilu, který se konal v roce 1215, však nedošlo k žádnému zásadnímu pokusu zorganizovat kanovníky jako celek. Tento koncil nařídil, že ve všech provinciích, či královstvích by ty řády, které postrádají obvyklý systém generálních kapitul, měly každé tři roky svolávat shromáždění představených všech ústavů, jež by dalo směr jejich záležitostem a udrželo kázeň.
Specifickou odrůdou řeholních kanovníků jsou premonstráti neboli norbertini, kteří své jméno získali podle svého mateřského kláštera v Prémontré, respektive podle svého zakladatele sv. Norberta. Praxi pospolitého života, uspořádaného kolem ideálů asketické chudoby, spojovali s aktivní rolí misionáře-kazatele.
Kněží sdružující se do řádů s odkazem na sv. Augustina přibývá od 2. poloviny 12. století, kdy tvoří reformní alternativu kanovníkům-kněžím sdruženým kolem kapituly.
Církevní právo řeholní a kapitulární kanovníky nerozlišuje zcela jednoznačně.
Od 16. století se objevují řeholním kanovníkům podobní řeholní klerici, sdružení do řádů nebo kongregací, kteří se od nich liší omezením mnišského charakteru ve prospěch práce mezi laiky (špitálnictví, školství, misie apod.), příkladem jsou jezuiti.

## Řehole a praxe
Dobový apoštolský ideál, který stál za vznikem řeholních kanovníků, však vyžadoval autoritativní základ. Ten poskytla tzv. Řehole svatého Augustina. Tato řehole prakticky vytvořila formální podklad pro tři významné instituce – řeholní kanovníky, řád premonstrátů a dominikány. Průběh přijmání Augustinovy řehole mezi kanovníky je však nejasný. Zmínky o tomto procesu sahají do posledních třiceti let 11. století, ve větším měřítku je však sledovatelný až ve století dvanáctém.
Text řehole svatého Augustina ve formě, ve které byl znám na počátku 12. stol., sestával z textu mírně pozměněného Augustinova poradního listu č. 211, ke kterému byly připojeny podrobnější pokyny pro klášter, které však pocházely pravděpodobně z 5. století. Od r. 1118 však platila za Augustinovu řeholi upravená verze listu č. 211 (tzv. regula tertia) společně se zkrácenou verzí klášterních pokynů (tzv. regula secunda).
Vzhledem k jisté obecnosti Augustinovy řehole bylo nutné, aby si domy řeholních kanovníků vytvářely vlastní řády, tzv. consetudines, které regulovaly praktické záležitosti chodu komunity. Tyto consetudines byly odvozeny z tradičních zdrojů, jako jsou např. Benediktova řehole či Cášské dekrety, ale také ze zvyklostí jiných řádů.
Praxe řeholních kanovníků byla od počátku nejednotná a obsahovala velké množství aktivit, jako je třeba duchovní správa katedrálních kostelů, správa městských převorství a nemocnic či provoz hradních kaplí. Převažovala však práce intelektuální. Co se týče liturgie, užívali kanovníci kompletní řadu zpívaných bohoslužeb, některé ústavy se však držely obřadů světského duchovenstva, které byly kratší. Dieta nebyla tak přísná jako například u cisterciáků.
Někteří kanovníci však tvořili uzavřené komunity s přísnější observancí, které obývaly izolovanější lokace. V jejich aktivitách hrála důležitou roli manuální práce. Mezi tyto ústavy patřil například Arrouaise.

## Řády řeholních kanovníků
Příklady řádů řeholních kanovníků:
- premonstráti,
- Augustiniáni kanovníci.

K řeholním kanovníkům se řadí i některé řády rytířské (a také špitální):
- křižovníci s červenou hvězdou,
- cyriaci,
- reformovaný řád německých rytířů.